# 临沂第九中学
临沂第九中学，是中國山东省临沂市的一所驻城中学。是山东省级规范化学校。
1982年建校。2011年，学校向西扩建40.26亩，4月30日完成招标，新建3座教学楼（七、八、九年级各一座）、一座办公楼及1座综合楼共3.1万多平方米。2013年，又建成临沂九中南校区（36中）也已招生四个七年级的教学班。现有教师学生近5500名。